# Richard Kingson
Richard Kingson, a volte riportato anche Kingston e noto anche con il nome turco Faruk Gürsoy (Accra, 13 giugno 1978), è un ex calciatore ghanese con passaporto turco, di ruolo portiere.

## Biografia
Ha un fratello, Laryea Kingston, anch'egli calciatore.

## Carriera

### Club
Il 16 settembre 2008 viene acquistato dal mercato degli svincolati dal Wigan.
Il 2 settembre 2010 firma per il Blackpool.

### Nazionale
Ha debuttato nella nazionale ghanese il 27 marzo 1996 ed ha disputato i Mondiali del 2006, dove svolse il ruolo da portiere titolare nella partita contro l'Italia nella fase a gironi persa per 2-0, oltre che nelle successive 3 sfide dei ghanesi eliminati agli ottavi dal Brasile.
Il 20 agosto 2008 è autore di un gol in occasione del pareggio per 1-1 contro la Tanzania.
Figura anche tra i 23 convocati del Ghana per il Mondiale 2010 in Sudafrica.

## Statistiche
Statistiche aggiornate al 19 gennaio 2022.

### Cronologia presenze e reti in nazionale
| Cronologia completa delle presenze e delle reti in nazionale ― Ghana | Cronologia completa delle presenze e delle reti in nazionale ― Ghana | Cronologia completa delle presenze e delle reti in nazionale ― Ghana | Cronologia completa delle presenze e delle reti in nazionale ― Ghana | Cronologia completa delle presenze e delle reti in nazionale ― Ghana | Cronologia completa delle presenze e delle reti in nazionale ― Ghana | Cronologia completa delle presenze e delle reti in nazionale ― Ghana | Cronologia completa delle presenze e delle reti in nazionale ― Ghana |
| Data                                                                 | Città                                                                | In casa                                                              | Risultato                                                            | Ospiti                                                               | Competizione                                                         | Reti                                                                 | Note                                                                 |
| -------------------------------------------------------------------- | -------------------------------------------------------------------- | -------------------------------------------------------------------- | -------------------------------------------------------------------- | -------------------------------------------------------------------- | -------------------------------------------------------------------- | -------------------------------------------------------------------- | -------------------------------------------------------------------- |
| 27-3-1996                                                            | São José do Rio Preto                                                | Brasile                                                              | 8 – 2                                                                | Ghana                                                                | Amichevole                                                           | -2                                                                   | 46’                                                                  |
| 14-9-1996                                                            | Durban                                                               | Australia                                                            | 2 – 0                                                                | Ghana                                                                | Amichevole                                                           | -2                                                                   |                                                                      |
| 18-9-1996                                                            | Johannesburg                                                         | Ghana                                                                | 1 – 0                                                                | Kenya                                                                | Amichevole                                                           | -                                                                    |                                                                      |
| 21-9-1996                                                            | Pretoria                                                             | Sudafrica                                                            | 0 – 0                                                                | Ghana                                                                | Amichevole                                                           | -                                                                    |                                                                      |
| 6-10-1996                                                            | Kumasi                                                               | Ghana                                                                | 2 – 1                                                                | Angola                                                               | Qual. Coppa d'Africa 1998                                            | -1                                                                   |                                                                      |
| 10-11-1996                                                           | Libreville                                                           | Gabon                                                                | 1 – 1                                                                | Ghana                                                                | Qual. Mondiali 1998                                                  | -1                                                                   |                                                                      |
| 6-1-1997                                                             | Lomé                                                                 | Togo                                                                 | 4 – 0                                                                | Ghana                                                                | Amichevole                                                           | -4                                                                   |                                                                      |
| 12-1-1997                                                            | Kumasi                                                               | Ghana                                                                | 2 – 2                                                                | Marocco                                                              | Qual. Mondiali 1998                                                  | -2                                                                   |                                                                      |
| 14-1-1998                                                            | Accra                                                                | Ghana                                                                | 0 – 0                                                                | Mozambico                                                            | Amichevole                                                           | -                                                                    |                                                                      |
| 6-9-1998                                                             | Lobamba                                                              | eSwatini                                                             | 0 – 1                                                                | Ghana                                                                | Amichevole                                                           | -                                                                    |                                                                      |
| 4-10-1998                                                            | Douala                                                               | Camerun                                                              | 1 – 3                                                                | Ghana                                                                | Qual. Coppa d'Africa 2000                                            | -1                                                                   |                                                                      |
| 13-10-1998                                                           | Arnhem                                                               | Paesi Bassi                                                          | 0 – 0                                                                | Ghana                                                                | Amichevole                                                           | -                                                                    |                                                                      |
| 24-1-1999                                                            | Accra                                                                | Ghana                                                                | 1 – 0                                                                | Mozambico                                                            | Qual. Coppa d'Africa 2000                                            | -                                                                    |                                                                      |
| 28-2-1999                                                            | Accra                                                                | Ghana                                                                | 5 – 0                                                                | Eritrea                                                              | Qual. Coppa d'Africa 2000                                            | -                                                                    |                                                                      |
| 28-8-1999                                                            | Lagos                                                                | Nigeria                                                              | 0 – 0                                                                | Ghana                                                                | Amichevole                                                           | -                                                                    |                                                                      |
| 12-11-1999                                                           | Il Cairo                                                             | Egitto                                                               | 1 – 2                                                                | Ghana                                                                | Amichevole                                                           | -1                                                                   |                                                                      |
| 14-12-1999                                                           | Salonicco                                                            | Grecia                                                               | 1 – 1                                                                | Ghana                                                                | Amichevole                                                           | -1                                                                   |                                                                      |
| 22-1-2000                                                            | Accra                                                                | Ghana                                                                | 1 – 1                                                                | Camerun                                                              | Coppa d'Africa 2000 - 1º turno                                       | -1                                                                   |                                                                      |
| 27-1-2000                                                            | Accra                                                                | Ghana                                                                | 2 – 0                                                                | Togo                                                                 | Coppa d'Africa 2000 - 1º turno                                       | -                                                                    |                                                                      |
| 31-1-2000                                                            | Accra                                                                | Ghana                                                                | 0 – 2                                                                | Costa d'Avorio                                                       | Coppa d'Africa 2000 - 1º turno                                       | -2                                                                   |                                                                      |
| 6-2-2000                                                             | Kumasi                                                               | Ghana                                                                | 0 – 1                                                                | Sudafrica                                                            | Coppa d'Africa 2000 - Quarti di finale                               | -1                                                                   |                                                                      |
| 8-4-2000                                                             | Arusha                                                               | Tanzania                                                             | 0 – 1                                                                | Ghana                                                                | Qual. Mondiali 2002                                                  | -                                                                    | 61’                                                                  |
| 23-4-2000                                                            | Accra                                                                | Ghana                                                                | 3 – 2                                                                | Tanzania                                                             | Qual. Mondiali 2002                                                  | -2                                                                   |                                                                      |
| 9-7-2000                                                             | Accra                                                                | Ghana                                                                | 5 – 0                                                                | Sierra Leone                                                         | Qual. Mondiali 2002                                                  | -                                                                    |                                                                      |
| 3-9-2000                                                             | Maseru                                                               | Lesotho                                                              | 3 – 3                                                                | Ghana                                                                | Qual. Coppa d'Africa 2002                                            | -3                                                                   |                                                                      |
| 8-10-2000                                                            | Accra                                                                | Ghana                                                                | 4 – 1                                                                | Zimbabwe                                                             | Qual. Coppa d'Africa 2002                                            | -1                                                                   |                                                                      |
| 14-1-2001                                                            | Kinshasa                                                             | RD del Congo                                                         | 2 – 1                                                                | Ghana                                                                | Qual. Coppa d'Africa 2002                                            | -2                                                                   | 83’                                                                  |
| 28-1-2001                                                            | Accra                                                                | Ghana                                                                | 1 – 3                                                                | Liberia                                                              | Qual. Mondiali 2002                                                  | -3                                                                   |                                                                      |
| 17-5-2002                                                            | Lubiana                                                              | Slovenia                                                             | 2 – 0                                                                | Ghana                                                                | Amichevole                                                           | -2                                                                   |                                                                      |
| 5-6-2004                                                             | Ouagadougou                                                          | Burkina Faso                                                         | 1 – 0                                                                | Ghana                                                                | Qual. Mondiali 2006                                                  | -1                                                                   |                                                                      |
| 26-5-2006                                                            | Bochum                                                               | Turchia                                                              | 1 – 1                                                                | Ghana                                                                | Amichevole                                                           | -1                                                                   |                                                                      |
| 4-6-2006                                                             | Edimburgo                                                            | Ghana                                                                | 3 – 1                                                                | Corea del Sud                                                        | Amichevole                                                           | -                                                                    | 46’                                                                  |
| 12-6-2006                                                            | Hannover                                                             | Italia                                                               | 2 – 0                                                                | Ghana                                                                | Mondiali 2006 - 1º turno                                             | -2                                                                   |                                                                      |
| 17-6-2006                                                            | Colonia                                                              | Rep. Ceca                                                            | 0 – 2                                                                | Ghana                                                                | Mondiali 2006 - 1º turno                                             | -                                                                    |                                                                      |
| 22-6-2006                                                            | Norimberga                                                           | Ghana                                                                | 2 – 1                                                                | Stati Uniti                                                          | Mondiali 2006 - 1º turno                                             | -1                                                                   |                                                                      |
| 27-6-2006                                                            | Dortmund                                                             | Brasile                                                              | 3 – 0                                                                | Ghana                                                                | Mondiali 2006 - Ottavi di finale                                     | -3                                                                   |                                                                      |
| 15-8-2006                                                            | Brentford                                                            | Ghana                                                                | 2 – 0                                                                | Togo                                                                 | Amichevole                                                           | -                                                                    |                                                                      |
| 4-10-2006                                                            | Nashville                                                            | Giappone                                                             | 0 – 1                                                                | Ghana                                                                | Amichevole                                                           | -                                                                    |                                                                      |
| 8-10-2006                                                            | Seul                                                                 | Corea del Sud                                                        | 1 – 3                                                                | Ghana                                                                | Amichevole                                                           | -1                                                                   |                                                                      |
| 14-11-2006                                                           | Londra                                                               | Australia                                                            | 1 – 1                                                                | Ghana                                                                | Amichevole                                                           | -1                                                                   | 59’                                                                  |
| 6-2-2007                                                             | Brentford                                                            | Ghana                                                                | 4 – 1                                                                | Nigeria                                                              | Amichevole                                                           | -1                                                                   |                                                                      |
| 24-3-2007                                                            | Vienna                                                               | Austria                                                              | 1 – 1                                                                | Ghana                                                                | Amichevole                                                           | -1                                                                   | 41’                                                                  |
| 27-3-2007                                                            | Solna                                                                | Brasile                                                              | 1 – 0                                                                | Ghana                                                                | Amichevole                                                           | -1                                                                   |                                                                      |
| 21-8-2007                                                            | Londra                                                               | Ghana                                                                | 1 – 1                                                                | Senegal                                                              | Amichevole                                                           | -1                                                                   |                                                                      |
| 8-9-2007                                                             | Rouen                                                                | Ghana                                                                | 2 – 0                                                                | Marocco                                                              | Amichevole                                                           | -                                                                    |                                                                      |
| 11-9-2007                                                            | Riad                                                                 | Arabia Saudita                                                       | 5 – 0                                                                | Ghana                                                                | Amichevole                                                           | -5                                                                   |                                                                      |
| 18-11-2007                                                           | Accra                                                                | Ghana                                                                | 2 – 0                                                                | Togo                                                                 | Amichevole                                                           | -                                                                    |                                                                      |
| 20-1-2008                                                            | Accra                                                                | Ghana                                                                | 2 – 1                                                                | Guinea                                                               | Coppa d'Africa 2008 - 1º turno                                       | -1                                                                   |                                                                      |
| 24-1-2008                                                            | Accra                                                                | Ghana                                                                | 1 – 0                                                                | Namibia                                                              | Coppa d'Africa 2008 - 1º turno                                       | -                                                                    |                                                                      |
| 28-1-2008                                                            | Accra                                                                | Ghana                                                                | 2 – 0                                                                | Marocco                                                              | Coppa d'Africa 2008 - 1º turno                                       | -                                                                    |                                                                      |
| 3-2-2008                                                             | Accra                                                                | Ghana                                                                | 2 – 1                                                                | Nigeria                                                              | Coppa d'Africa 2008 - Quarti di finale                               | -1                                                                   |                                                                      |
| 7-2-2008                                                             | Accra                                                                | Ghana                                                                | 0 – 1                                                                | Camerun                                                              | Coppa d'Africa 2008 - Semifinale                                     | -1                                                                   |                                                                      |
| 9-2-2008                                                             | Kumasi                                                               | Ghana                                                                | 4 – 2                                                                | Costa d'Avorio                                                       | Amichevole                                                           | -2                                                                   |                                                                      |
| 26-3-2008                                                            | Londra                                                               | Ghana                                                                | 1 – 2                                                                | Messico                                                              | Amichevole                                                           | -                                                                    | 46’                                                                  |
| 1-6-2008                                                             | Kumasi                                                               | Ghana                                                                | 3 – 0                                                                | Libia                                                                | Qual. Mondiali 2010                                                  | -                                                                    |                                                                      |
| 8-6-2008                                                             | Bloemfontein                                                         | Lesotho                                                              | 2 – 3                                                                | Ghana                                                                | Qual. Mondiali 2010                                                  | -2                                                                   |                                                                      |
| 14-6-2008                                                            | Libreville                                                           | Gabon                                                                | 2 – 0                                                                | Ghana                                                                | Qual. Mondiali 2010                                                  | -2                                                                   |                                                                      |
| 22-6-2008                                                            | Accra                                                                | Ghana                                                                | 2 – 0                                                                | Gabon                                                                | Qual. Mondiali 2010                                                  | -                                                                    |                                                                      |
| 20-8-2008                                                            | Dar es Salaam                                                        | Tanzania                                                             | 1 – 1                                                                | Ghana                                                                | Amichevole                                                           | -1;1                                                                 |                                                                      |
| 5-9-2008                                                             | Tripoli                                                              | Libia                                                                | 1 – 0                                                                | Ghana                                                                | Qual. Mondiali 2010                                                  | -1                                                                   |                                                                      |
| 11-10-2008                                                           | Sekondi-Takoradi                                                     | Ghana                                                                | 3 – 0                                                                | Lesotho                                                              | Qual. Mondiali 2010                                                  | -                                                                    |                                                                      |
| 19-11-2008                                                           | Accra                                                                | Ghana                                                                | 0 – 0                                                                | Tunisia                                                              | Amichevole                                                           | -                                                                    |                                                                      |
| 11-2-2009                                                            | Il Cairo                                                             | Egitto                                                               | 2 – 2                                                                | Ghana                                                                | Amichevole                                                           | -2                                                                   |                                                                      |
| 29-3-2009                                                            | Kumasi                                                               | Ghana                                                                | 1 – 0                                                                | Benin                                                                | Qual. Mondiali 2010                                                  | -                                                                    | 91’                                                                  |
| 7-6-2009                                                             | Bamako                                                               | Mali                                                                 | 0 – 2                                                                | Ghana                                                                | Qual. Mondiali 2010                                                  | -                                                                    |                                                                      |
| 20-6-2009                                                            | Omdurman                                                             | Sudan                                                                | 0 – 2                                                                | Ghana                                                                | Qual. Mondiali 2010                                                  | -                                                                    |                                                                      |
| 6-9-2009                                                             | Accra                                                                | Ghana                                                                | 2 – 0                                                                | Sudan                                                                | Qual. Mondiali 2010                                                  | -                                                                    |                                                                      |
| 9-9-2009                                                             | Utrecht                                                              | Giappone                                                             | 4 – 3                                                                | Ghana                                                                | Amichevole                                                           | -                                                                    | 46’                                                                  |
| 11-10-2009                                                           | Cotonou                                                              | Benin                                                                | 1 – 0                                                                | Ghana                                                                | Qual. Mondiali 2010                                                  | -1                                                                   |                                                                      |
| 15-11-2009                                                           | Kumasi                                                               | Ghana                                                                | 2 – 2                                                                | Mali                                                                 | Qual. Mondiali 2010                                                  | -2                                                                   |                                                                      |
| 5-1-2010                                                             | Manzini                                                              | Ghana                                                                | 0 – 0                                                                | Malawi                                                               | Amichevole                                                           | -                                                                    |                                                                      |
| 15-1-2010                                                            | Cabinda                                                              | Costa d'Avorio                                                       | 3 – 1                                                                | Ghana                                                                | Coppa d'Africa 2010 - 1º turno                                       | -3                                                                   |                                                                      |
| 19-1-2010                                                            | Luanda                                                               | Burkina Faso                                                         | 0 – 1                                                                | Ghana                                                                | Coppa d'Africa 2010 - 1º turno                                       | -                                                                    |                                                                      |
| 24-1-2010                                                            | Luanda                                                               | Angola                                                               | 0 – 1                                                                | Ghana                                                                | Coppa d'Africa 2010 - Quarti di finale                               | -                                                                    |                                                                      |
| 28-1-2010                                                            | Luanda                                                               | Ghana                                                                | 1 – 0                                                                | Nigeria                                                              | Coppa d'Africa 2010 - Semifinale                                     | -                                                                    | 90’                                                                  |
| 31-1-2010                                                            | Luanda                                                               | Ghana                                                                | 0 – 1                                                                | Egitto                                                               | Coppa d'Africa 2010 - Finale                                         | -1                                                                   |                                                                      |
| 1-6-2010                                                             | Rotterdam                                                            | Paesi Bassi                                                          | 4 – 1                                                                | Ghana                                                                | Amichevole                                                           | -4                                                                   |                                                                      |
| 13-6-2010                                                            | Pretoria                                                             | Serbia                                                               | 0 – 1                                                                | Ghana                                                                | Mondiali 2010 - 1º turno                                             | -                                                                    |                                                                      |
| 19-6-2010                                                            | Phokeng                                                              | Ghana                                                                | 1 – 1                                                                | Australia                                                            | Mondiali 2010 - 1º turno                                             | -1                                                                   |                                                                      |
| 23-6-2010                                                            | Johannesburg                                                         | Ghana                                                                | 0 – 1                                                                | Germania                                                             | Mondiali 2010 - 1º turno                                             | -1                                                                   |                                                                      |
| 26-6-2010                                                            | Phokeng                                                              | Stati Uniti                                                          | 1 – 2 dts                                                            | Ghana                                                                | Mondiali 2010 - Ottavi di finale                                     | -1                                                                   |                                                                      |
| 2-7-2010                                                             | Johannesburg                                                         | Uruguay                                                              | 1 – 1 dts (4 - 2 dtr)                                                | Ghana                                                                | Mondiali 2010 - quarti di finale                                     | -1                                                                   |                                                                      |
| 11-8-2010                                                            | Johannesburg                                                         | Sudafrica                                                            | 1 – 0                                                                | Ghana                                                                | Amichevole                                                           | -1                                                                   | 46’                                                                  |
| 5-9-2010                                                             | Lobamba                                                              | eSwatini                                                             | 0 – 3                                                                | Ghana                                                                | Qual. Coppa d'Africa 2012                                            | -                                                                    |                                                                      |
| 10-10-2010                                                           | Kumasi                                                               | Ghana                                                                | 0 – 0                                                                | Sudan                                                                | Qual. Coppa d'Africa 2012                                            | -                                                                    |                                                                      |
| 17-11-2010                                                           | Dubai                                                                | Arabia Saudita                                                       | 0 – 0                                                                | Ghana                                                                | Amichevole                                                           | -                                                                    |                                                                      |
| 8-2-2011                                                             | Anversa                                                              | Ghana                                                                | 4 – 1                                                                | Togo                                                                 | Amichevole                                                           | -1                                                                   |                                                                      |
| 27-3-2011                                                            | Brazzaville                                                          | Rep. del Congo                                                       | 0 – 3                                                                | Ghana                                                                | Qual. Coppa d'Africa 2012                                            | -                                                                    |                                                                      |
| 29-3-2011                                                            | Londra                                                               | Inghilterra                                                          | 1 – 1                                                                | Ghana                                                                | Amichevole                                                           | -1                                                                   |                                                                      |
| 3-6-2011                                                             | Kumasi                                                               | Ghana                                                                | 3 – 1                                                                | Rep. del Congo                                                       | Qual. Coppa d'Africa 2012                                            | -1                                                                   |                                                                      |
| 7-6-2011                                                             | Jeonju                                                               | Corea del Sud                                                        | 2 – 1                                                                | Ghana                                                                | Amichevole                                                           | -2                                                                   |                                                                      |
| Totale                                                               |                                                                      | Presenze                                                             | 91                                                                   |                                                                      | Reti                                                                 | -85;1                                                                |                                                                      |

## Palmarès

### Club

#### Competizioni nazionali
- Coppa di Turchia: 1

Galatasaray: 2004-2005